# 红草果
红草果（学名：Amomum hongtsaoko），为姜科豆蔻属下的一个植物种。